# Олейник, Степан Иванович
Степа́н Ива́нович Оле́йник (21 марта (3 апреля) 1908, Пасицелы — 11 января 1982, Киев) — украинский советский поэт и прозаик. Лауреат Сталинской премии третьей степени (1950).

## Биография
Родился 21 марта (3 апреля) 1908 года в селе Пасицелы (ныне Подольский район Одесской области) в крестьянской семье. Детство провёл в селе Левадовка.
В 1923 году переехал в Одессу, где учился в средней школе, а в 1929 году окончил Одесский кооперативный техникум.
С 1929 года сотрудничал в газетах, журналах.
В 1932—1934 годах учился на литературном факультете Одесского пединститута. Работал преподавателем словесности, с 1939 года — в газете ВС УССР «Вістi».
С 1940 года и до начала Великой Отечественной войны был сотрудником украинской учительской газеты «Радянська освіта».
С декабря 1941 по 20 ноября 1943 года С. И. Олейник находился в Сталинграде и работал там в редакции газеты «Сталинградская правда». Писал статьи, очерки и стихи о защитниках Сталинграда, о рабочих, и колхозниках, помогавших фронту. Весной 1944 года вернулся в Киев и два года работал как журналист в редакции газеты «Колгоспник України».
С января 1946 года являлся постоянным сотрудником украинского журнала сатиры и юмора «Перець». Член КПСС с 1952 года. Депутат Верховного Совета СССР 7 созыва (1966—1970).
Умер 11 января 1982 года. Похоронен в Киеве на Байковом кладбище.

## Творчество
Печатается с 1926 года. К 25-летию Советской Украины написал на русском языке поэму о бойце-танкисте «Иван Семенюк». Послевоенному восстановлению деревни посвящена поэма «Иван Коляда». Остроактуальные сатирические сборники С. И. Олейника выходили отдельными изданиями: «Мої земляки» (1947), «Ознаки весни» (1950), «Як ми кажем, так i буде» (1951), «Гумор i Сатира» (1954). В русском переводе стихи поэта быле изданы в книгах «Моё слово», «Таковы у нас дела!». Большинство стихов и рассказов посвящено передовым людям колхозной деревни, их новому социалистическому отношению к труду. Многообразная советская действительность подсказывает писателю сюжеты для его злободневных, жизненно правдивых и содержательных произведений. Стихи автора часто печатались в газете «Правда» и других изданиях, переведены на многие иностранные языки. По одному из его украиноязычных стихотворных фельетонов в 1961 году был снят короткометражный фильм «Пёс Барбос и необычный кросс».
3 марта 1962 года в «Правде» был опубликован стихотворный фельетон «Гиревик» поэта Степана Олейника, ударивший по офицерам-отставникам. Фельетон был направлен на дискредитацию военных пенсионеров. Герой рифмованного опуса — 42-летний отставной офицер — был представлен общественности как закоренелый тунеядец и бездельник.

## Награды
- Два ордена Ленина (16.04.1958; 24.11.1960);
- Орден «Знак Почёта»;
- Медаль «За оборону Сталинграда».
- Сталинская премия третьей степени (1950) — за сборник сатирических стихов «Наши знакомые» («Наші знайомі») (1948);
- Орден Трудового Красного Знамени (31 марта 1978[3])

## Память
- Учреждена Всеукраинская литературная премия имени Степана Олейника, а также благотворительный фонд его имени.
- В селе Левадовка на средства земляков был установлен памятник односельчанину.
- В Киеве в его честь названа улица Степана Олейника.
- В Одессе в 1982 году был открыт Музей С. И. Олейника, с 1999 года — филиал Одесского государственного литературного музея. В 2002 году при музее открыт памятник Степану Олейнику.
- В Одессе в его честь назван спуск.